# Giacomo Antonelli
Giacomo Antonelli (Sonnino, 2 aprile 1806 – Roma, 6 novembre 1876) è stato un cardinale italiano, ultimo segretario di Stato dello Stato Pontificio sotto il pontificato di Papa Pio IX. È fino ad ora il segretario di Stato della Santa Sede che ha ricoperto per più tempo tale carica.
Di sentimenti politici profondamente reazionari e assolutisti, impresse una svolta fortemente conservatrice e intransigente alla politica pontificia.

## Biografia

### Le origini
Giacomo Antonelli nacque a Sonnino (piccolo centro, attualmente in provincia di Latina, al confine fra Stato della Chiesa e Regno delle Due Sicilie) da agiata famiglia borghese, poi grandemente arricchitasi. Era il quartogenito di Casimiro Tommaso Maria Domenico Antonelli e Loretta Mancini. Il paese rischiò di esser demolito in seguito a un editto emesso nel 1819 dal cardinal Consalvi, segretario di Stato di Pio VII, in quanto ritenuto uno dei principali covi di briganti delle province meridionali di Campagna e Marittima.
Trasferitosi a Roma, l'Antonelli entrò in seminario, dove si segnalò subito per le spiccate capacità in campo economico. Egli raggiunse il rango di cardinale senza mai essere ordinato sacerdote: era infatti appena stato ordinato diacono che papa Gregorio XVI lo volle fra i suoi collaboratori: tale decisione avrebbe segnato la vita dell'Antonelli.
A 22 anni egli divenne assessore presso una delle sezioni di giudizio penale della provincia di Roma e, con rapidissima carriera, fu nominato delegato a Orvieto, poi a Viterbo e, infine, a Macerata. Nel 1841 fu nominato sottosegretario agli interni, quale vice del cardinal Mattei; nel 1844 fu secondo tesoriere nelle Finanze, e l'anno successivo grande tesoriere, ossia ministro delle Finanze. In tale veste, con un'abile operazione finanziaria, riuscì a fare in modo che lo Stato Pontificio tornasse in possesso dei beni appartenenti all'"appannaggio Leuchtemberg" (fino al 1814 "appannaggio Beauharnais": ben 2300 tenute agricole e 137 palazzi urbani).

### Antonelli e i moti del 1848
Quando Pio IX salì al soglio di Pietro, Antonelli partecipò attivamente ai tentativi di riforma liberale del nuovo Papa, sui quali esercitò peraltro un grande influsso. Papa Pio IX creò Antonelli cardinale nel concistoro del 11 giugno 1847; Antonelli entrò contemporaneamente nel primo Consiglio dei ministri, la cui formazione stessa costituiva un'apertura di Pio IX alle riforme; quando poi, nel marzo 1848, si arrivò addirittura alla formazione di un governo misto di esponenti del clero e laici, la presidenza fu affidata a Antonelli, nominato cardinale segretario di Stato, in sostituzione di Giuseppe Bofondi, di mentalità liberale, ma considerato forse non abbastanza esperto.
Mentre il 14 marzo 1848 il Papa proclamava la costituzione, Antonelli assecondava le pressioni popolari, inviando 10.000 uomini al confine settentrionale dello Stato della Chiesa, affinché si unissero ai Sardi che stavano cercando di scacciare gli austriaci dal Regno Lombardo-Veneto. Dopo la capitolazione delle truppe romane il 16 giugno 1848 a Vicenza il Papa su pressione di Antonelli assicurò tuttavia che le truppe non erano state inviate per combattere gli austriaci. Da quel momento Antonelli perseguì l'avvicinamento all'Austria e il ripristino della situazione antecedente i moti del 1848 e l'inizio della Prima guerra di indipendenza italiana.
Il malumore della popolazione per questa abiura della causa nazionale fu però a Roma così minaccioso che Antonelli e i suoi colleghi dovettero lasciare spazio a un nuovo ministero. Pio IX chiamò al posto di Antonelli il conte Pellegrino Rossi. Antonelli, da dietro le quinte, rimase comunque il conduttore della politica papale. Fu infatti l'Antonelli che, dopo l'assalto del popolo al palazzo del Quirinale il 25 novembre 1848, spinse il Papa a fuggire a Gaeta, dove venne premiato con la seconda nomina a cardinale segretario di Stato.

### La linea politica dopo il 1848

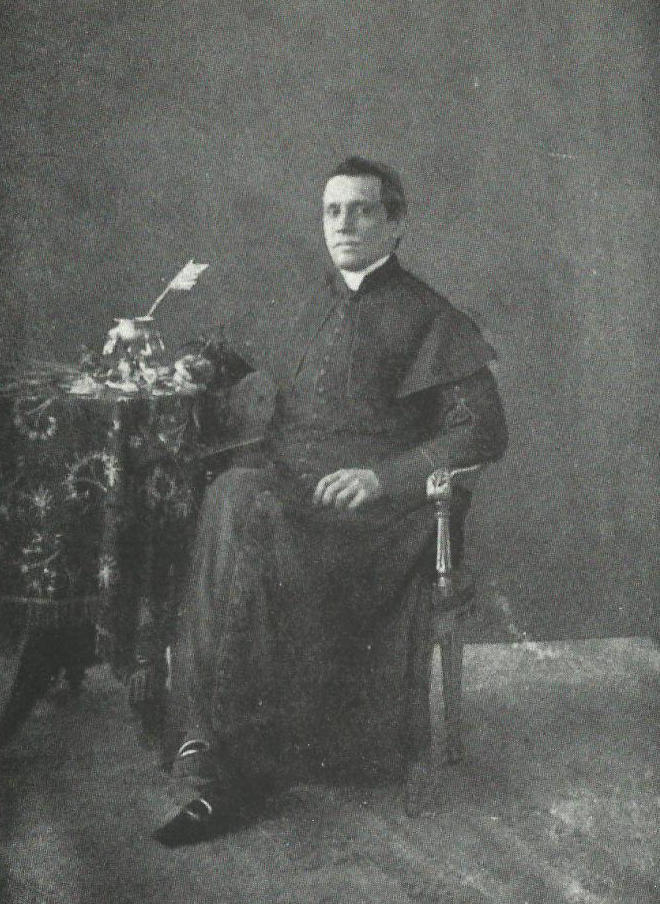
Giacomo Antonelli, circa 1852

Dopo la restaurazione del potere papale, il 15 luglio 1849, grazie all'intervento francese, Antonelli tornò a Roma e fu posto alla guida del neocostituito Consiglio di Stato. Egli riorganizzò l'amministrazione, perseguitò i suoi avversari politici e introdusse, in modo deciso e astuto, un regime assolutistico di polizia. Antonelli respinse gli avvertimenti delle Potenze europee e gli inviti alla moderazione e all'introduzione delle riforme rese necessarie dai tempi. Egli non fece dunque alcuna concessione ai desideri di unificazione nazionale degli italiani e contestò energicamente le annessioni dei territori dello Stato della Chiesa al Regno d'Italia.
Con una serie di note scritte, egli sostenne altresì la linea ecclesiastica di Pio IX che era divenuto tanto conservatore sul piano religioso e teologico quanto su quello politico. Alcuni storici di scuola liberale, a seguito di un rifiorire di studi sulla figura di Papa Mastai e specialmente sulla base di un approfondito riesame dei carteggi del periodo storico pontificio 1850-1870, giunsero alla conclusione che Antonelli avrebbe potuto venire realisticamente a patti con la situazione e con l'evoluzione dei tempi, ma che questi non avesse scientemente voluto, in coerenza con la frase, attribuita a tale prelato (e riferita al tramonto effettivo e inesorabile dell'autorità politica dello Stato della Chiesa), per cui l'Antonelli soleva spesso dire: "Dacché dobbiamo finire, meglio è scomparire quali siamo, con i grandi ideali e con tutte le forme della nostra passata grandezza".
Quando Antonelli morì, il 6 novembre 1876, lasciò un ingente patrimonio, per la cui successione si aprì un processo, che fece scalpore, fra una presunta figlia di Antonelli (la contessa Loreta Domenica Lambertini) e i parenti dell'Antonelli medesimo. Un nipote, il conte Pietro Antonelli, fu il protagonista della politica crispina di espansione coloniale in Africa attraverso l'alleanza con il negus Menelik, politica che si concluse con la disfatta di Adua.

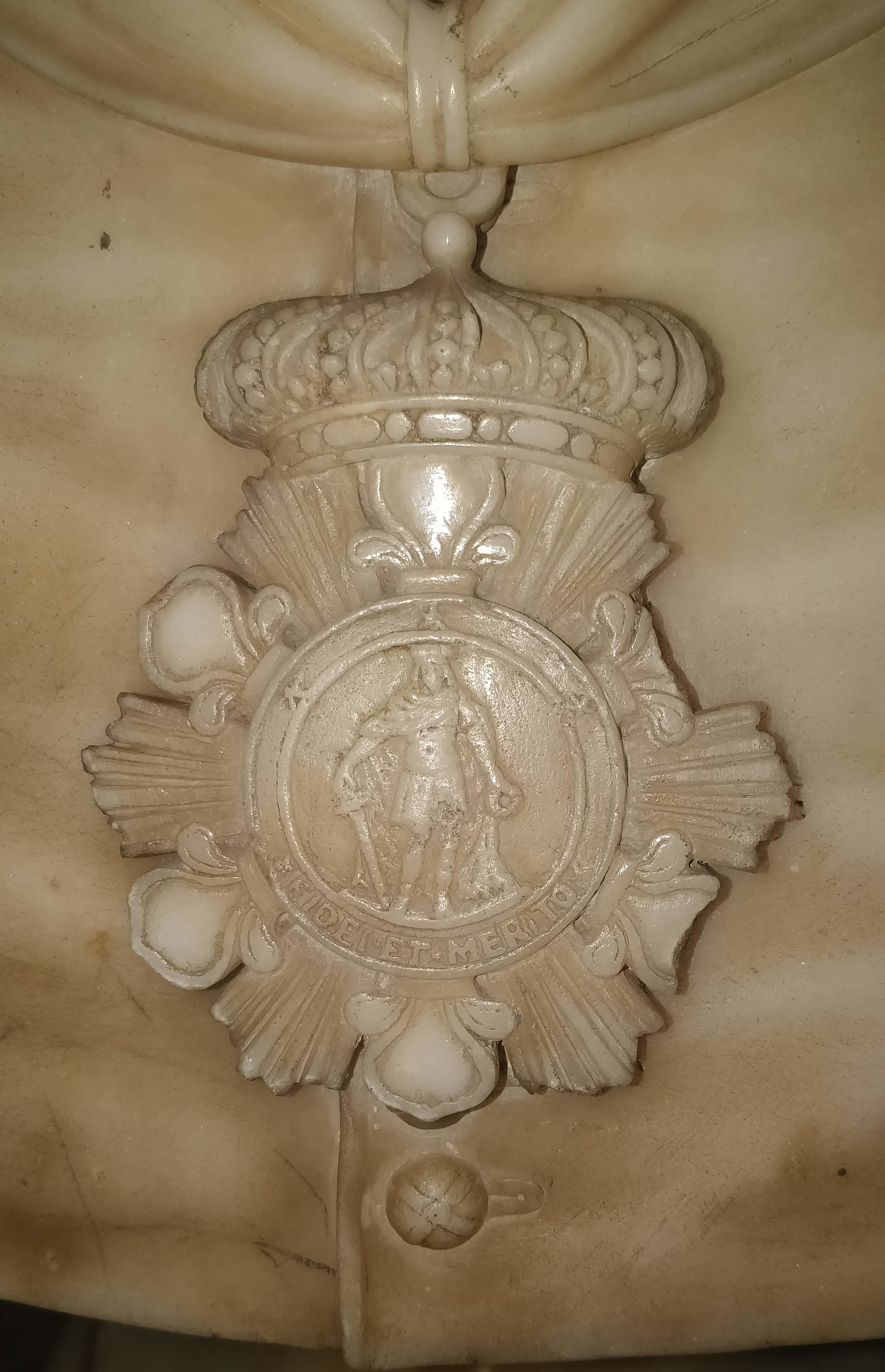
Medaglia del Reale Ordine di San Ferdinando e del Merito, particolare del busto di Giacomo Antonelli, conservato nel Museo delle Terre di Confine di Sonnino